# Église Saint-Michel En-Sauvenière
L'église Saint-Michel En-Sauvenière à Liège est une très vieille église, probablement d'origine notgérienne, plusieurs fois reconstruite et démolie vers 1824. Il n'est pas impossible que les plans de la dernière version aient été dessinés par Vauban.

## Historique

### Origine
Cette église aurait été bâtie par Notger en 980, mais elle n'apparaît dans les textes que dès 1185. Elle desservait une paroisse issue de l'ancienne seigneurie ecclésiastique de la Sauvenière, dépendance du chapitre de la cathédrale. Elle était la collation du grand prévôt. Dans les limites restreintes de la paroisse tenaient la Basse-Sauvenière, une partie de la place aux Chevaux, et du territoire claustral de la cathédrale, les rues voisines de l'église et la partie inférieure de la Haute-Sauvenière.

### La paroisse auXVIIesiècle
À la fin du XVIIe siècle, la population de la paroisse est réduite mais d'un niveau social élevé. Elle est répartie sur 80 bâtiments dont la moitié occupée par des notables : notaires, avocats, échevins et bourgmestre pour la moitié, une trentaine par des dignitaires ecclésiastiques, une dizaine par des artisans. 

### Première église
La première église, édifiée au IXe siècle au temps de Notger, ou au XIe siècle était de type architectural très simple : une seule nef, façade à rue, le portail surmonté d'une rosace et d'un clocheton au milieu du toit. Sa démolition, à la fin du XVIIe siècle n'est pas une volonté de modernisme mais commandée par un grand délabrement. 

### Seconde église
Elle est réédifiée par Hubert Sacré (†1703), curé de Saint-Michel depuis 1669, et achevée en 1682. Selon le chanoine Hamal (†1820) avec des avances sur ses propres fonds, de nombreuses aumônes, un emprunt de 2 000 florins aux chapelains de la collégiale Saint-Jean et les libéralités du cardinal de Bouillon, alors chanoine de la cathédrale Saint-Lambert, le comte Laurent de Méan et autres bienfaiteurs. Le cardinal de Bouillon n'est autre que le grand prévôt et l'archidiacre de Liège, Emmanuel-Théodose de La Tour d'Auvergne, prince de Sedan. Il avait la collation de l'église Saint-Michel : il apparaît quatre fois dans les donations au curé Hubert Sacré pour un montant total de 1 437 florins. Laurent de Méan, archidiacre de Liège et écolâtre, léguera 6 500 florins. Ces sommes sont complétées par le grand blocque de la cathédrale et des boites placées dans et les collégiales Saint-Paul et Saint-Jean et des collectes faites auprès des paroissiens de Saint-Michel. De 1682 à 1688, le curé récolte donc 18 500 florins. Malgré le climat d'insécurité de l'époque, — les guerres de Louis XIV (1678), le bombardement du maréchal Boufflers de 1691, les occupations successives de Liège - la reconstruction complète de l'église est entreprise, car elle menace de ruine. La première pierre est posée le 4 mai 1682 et bénite par Hubert Sacré. Son érection va au moins coûter 20 000 florins. On y enterre déjà l'ancien bourgmestre Renier Jamar en 1683. Son cimetière n'est pas attenant à l'église mais situé en Basse-Sauvenière au lieu-dit Laide Ruelle. Enfin le 24 septembre 1705, le suffragant Louis-François de Rossius consacre l'église et l'hôtel en l'honneur de Saint-Michel.

### Le bâtiment
Les quelques représentations disponibles font penser qu'elle est hexagonale couverte d'un toit bulbeux et que la tour de plan carré, en façade, est coiffée d'un clocher à trois niveaux. La crypte était ovoïde, découverte pendant l'installation du gaz en 1897, une soixantaine de squelettes y sont découverts. 

### Le mobilier
Le jubé a été travaillé par Jean Renard et son fils François et les orgues passent en 1808 à l'église du séminaire. Le projet de maître-autel est de la main d'Hubert Sacré. Le peintre Englebert Fisen réalise un tableau pour le maître-autel en 1685 représentant, selon le chanoine Hamal, l'archange Saint-Michel terrassant le dragon. Les deux anges adorateurs de l'autel sont de Cornelis. Hamal précise également que deux tableaux de Latour ornait le chœur. L'argenterie, les vêtements liturgiques, et les ornements ont tous disparu.

### La Révolution
Sous la Révolution, l'église est fermée ; elle est rouverte au culte de 1799 à 1803, puis est définitivement désaffectée. Elle devient propriété de la collégiale Sainte-Croix et donnée en location à des particuliers. En 1818, la ville de Liège accorde à la fabrique le droit de vendre l'église, à condition que l'acquéreur la démolisse et abandonne le terrain à la ville. Le vicaire général Barrett marque son opposition aux États-Généraux, précisant qu'il s'agit d'une église construite par Vauban.

### Démolition

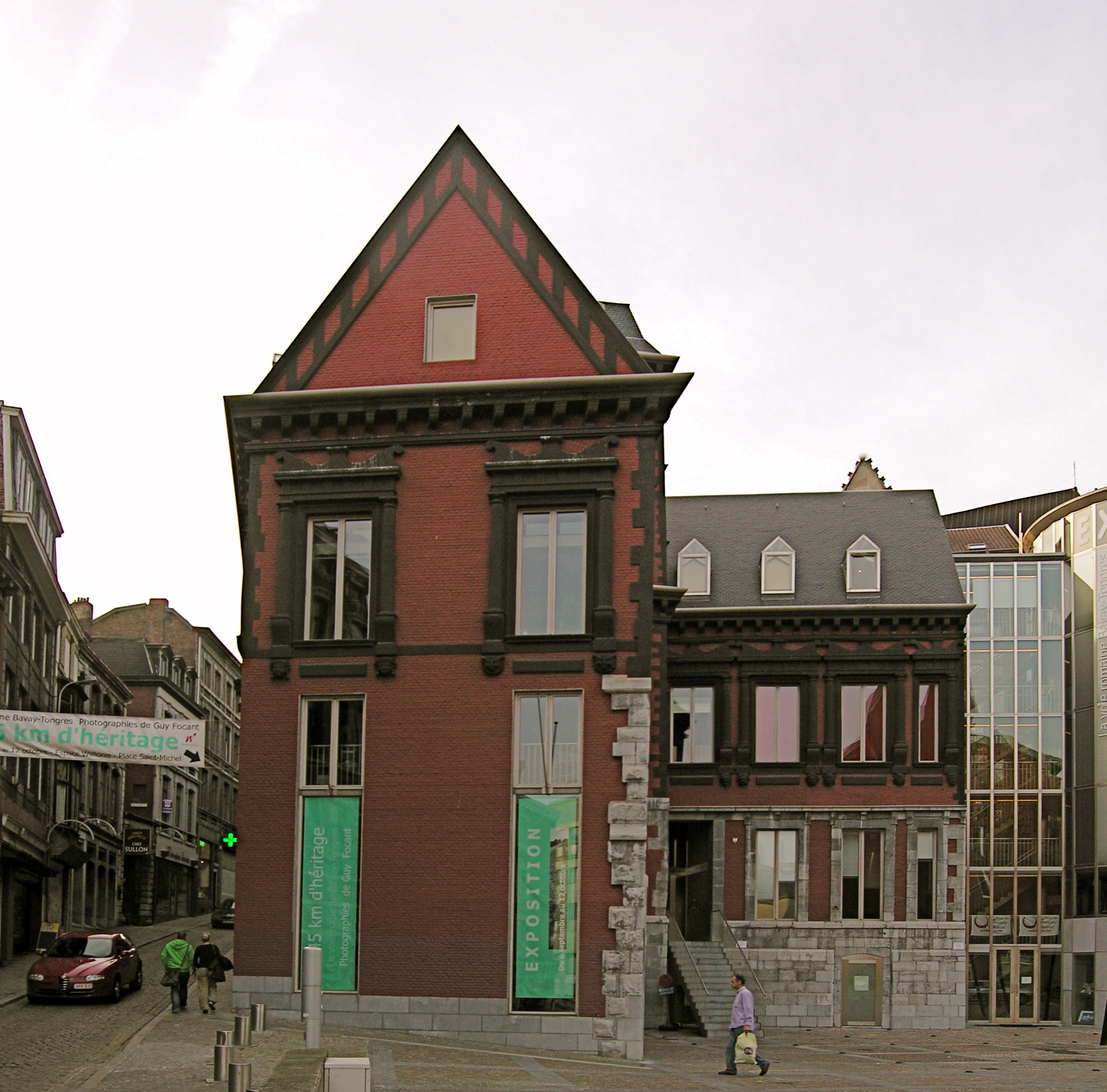
L'hôtel Desoër de Solières sur la place Saint-Michel où se situait l'église Saint-Michel

En 1823, la fabrique demande une nouvelle fois au roi de vendre l'église inutilisée, insistant pour que l'acquéreur soit obligé de la démolir, souhaitant que l'espace soit donné à la voie publique. Elle est adjugée pour 4 000 florins le 12 mars 1824 et bientôt démolie.

## Vauban
En 1823, le vicaire général Barrett s'oppose à la démolition de Saint-Michel qui serait bâti sur un plan donné par Vauban. Il n'est pas impossible qu'il ait vu ou visité Saint-Michel puisqu'il était à Liège du 3 mai au 1er août 1702. 
Elle est reconstruite vers 1738. Après sa démolition, le terrain qu'elle occupait a été converti en place publique qui porte le nom de place Saint Michel et qui est située au milieu de la rue Haute-Sauvenière.